# Jolande Jacobi
Jolande Jacobi (* 25. März 1890 in Budapest; † 1. April 1973 in Zürich) war eine ungarisch-österreichische Psychologin und langjährige Mitarbeiterin von Carl Gustav Jung.

## Leben
Jolande Jacobi, geborene Székács, war die Tochter jüdischer Eltern. Ihr Vater Antal Székács war Geschäftsmann und Senats-Abgeordneter, er starb 1945 durch Suizid wegen Verfolgung durch die Pfeilkreuzler-Milizionäre; ihre Mutter starb 1950. Sie besuchte als eines der ersten Mädchen das Gymnasium in Budapest, das sie im Jahr 1908 mit der Maturität abschloss. Sie heiratete im Juni 1909 den Budapester Rechtsanwalt Andor Jacobi (1876–1944). Beide konvertierten im Jahr 1911 zum evangelischen Glauben.
Nach dem Ersten Weltkrieg zog die Familie Jacobi mit ihren zwei Söhnen – Andor junior und Ernst – nach Wien. 1924 erkrankte Andor Jacobi an einer Depression, wodurch seine Frau erstmals mit psychischen Erkrankungen in Kontakt kam. 1926 befreundete sich Jolande Jacobi mit dem Schriftsteller Albert von Trentini, der sie religiös beeinflusste: 1934 konvertierte sie zum katholischen Glauben.
Während ihrer Wiener Zeit übernahm Jolande Jacobi von 1928 bis 1938 die geschäftsführende Vizepräsidentschaft für den Österreichischen Kulturbund, wodurch sie viele Kontakte zu Künstlern und Wissenschaftlern knüpfen konnte, die sie auch privat pflegte. Hierzu zählten Hermann Broch und Ernst Polak. Sie hatte Polak auch den für sein Studium entscheidenden Hinweis auf Moritz Schlick gegeben.
Im Rahmen ihrer Tätigkeit für den Kulturbund begegnete Jolande Jacobi in Wien im Jahr 1927 erstmals C. G. Jung. Seit jener Zeit setzte sie sich für sein Werk ein. Jung hatte jedoch für eine Schülerschaft eine Promotion in Psychologie zur Bedingung gemacht. Daher begann sie 1934, dem Jahr nach der Machtübernahme der Nationalsozialisten in Deutschland, ein Psychologiestudium an der Universität Wien bei Charlotte Bühler und Karl Bühler. 1938 wurde sie mit einer Dissertation über die Psychologie des Alters promoviert. Im gleichen Jahr begann sie eine Zusatzausbildung bei C. G. Jung an dem C. G. Jung-Institut in Zürich. Danach lebte sie weiter in der Schweiz und war eine enge Mitarbeiterin von C. G. Jung.
An ihrem Manuskript zur Einführung in das Gesamtwerk von C. G. Jung hatte Ernst Polak aus seinem englischen Exil im ersten Halbjahr 1939 mitgewirkt. Durch das Geleitwort von C. G. Jung war die Einführung, die erstmals 1940 im Zürcher Rascher Verlag erschien und zahlreiche Auflagen auch in anderen Verlagen erzielen konnte und nun in 15 Sprachen übersetzt ist, besonders autorisiert.
Sie erhielt 1957 die österreichische Staatsbürgerschaft.
Unvollendet blieb wegen ihres Todes ein bebildertes Psychologiebuch, an dem sie intensiv gearbeitet hatte, mit dem Titel Der Baum als Symbol.

## Veröffentlichungen

### Als Autorin
- Die Psychologie von C. G. Jung. Eine Einführung in das Gesamtwerk, Rascher, Zürich 1940; 5., ergänzte Auflage ebenda 1967.
- Komplex, Archetypus, Symbol in der Psychologie C. G. Jungs, Rascher, Zürich 1957.
- Der Weg zur Individuation, Rascher, Zürich 1965.
- Frauenprobleme, Eheprobleme, Rascher, Zürich 1968.
- Vom Bilderreich der Seele. Wege und Umwege zu sich selbst, Walter, Olten 1969.
- Die Seelenmaske. Einblicke in die Psychologie des Alltags, Walter, Olten 1971.

### Als Herausgeberin
- Paracelsus: Lebendiges Erbe. Eine Auslese aus seinen sämtlichen Schriften mit 150 zeitgenössischen Illustrationen, Rascher, Zürich 1942.
  - Neuausgabe als: Paracelsus, Arzt und Gottsucher an der Zeitenwende. Eine Auswahl aus seinem Werk. Mit einer Einführung von Gerhard Wehr, Walter, Olten 1991.
  - Reprint der Ausgabe von 1942. Mit einer Erweiterung von Viktor von Weizsäcker. Reichl, St. Goar 2002, ISBN 3-87667-243-0.
- Psychologische Betrachtungen. Eine Auswahl aus den Schriften von C. G. Jung, Rascher, Zürich 1945.
  - Umgearbeitete Neuausgabe als: Mensch und Seele, Walter, Olten 1971.
- Symbole der Wandlung. Analyse des Vorspiels zu einer Schizophrenie (mit C. G. Jung). Rascher, Zürich 1952 (= umgearbeite Neuauflage von Wandlungen und Symbole der Libido)